# Горпин
Горпи́н — село в Україні, у Жовтанецькій сільській громаді, Львівського району, Львівської області. Населення, за переписом 2001 року становило 584 особи. Орган місцевого самоврядування — Жовтанецька сільська громада.
У селі діє Горпинський навчально-виховний комплекс «Загальноосвітній навчальний заклад I—II ступенів — дошкільний навчальний заклад», Народний дім, бібліотека, заклад медицини.
До села Горпин можна дістатися маршрутним таксі № 222 «Львів—Якимів» зі львівської автостанції № 2.

## Населення
Станом на січень 1939 року у селі мешкало 1740 осіб, з них: 900 українців, 200 поляків, 620 латинників та 20 юдеїв. За даними всеукраїнського перепису населення 2001 року у селі мешкало 584 особи.
Мова
Розподіл населення за рідною мовою за даними перепису 2001 року був наступним:
| українська | 584 | 100,00 |

## Назва села
Із архівних записів відомо, що в давнину село мало назву — Орпин.

## Перша згадка
Перша згадка про Горпин відноситься до XIV століття і датується 1352 роком (в привілеї — помилково 1362) — села Горпин, Вирів, Нагірці в Львівській землі стали власністю шляхтича Ґжеґожа (Григорія) Тимшиця (посмертно названий «Давидовський»), який отримав їх за заслуги від короля Казимира III Великого.

## Історія
У 1442 року, Горпин належав Миколаю, Яну та Станіславу Давидовським.
23 вересня 1448 року, Горпин було відділено від земель Кам'янки Струмилової, яка стала королівською, і у 1483 році, село записане як власність Бранецького, а 1497 року, переходить у руки Катерини з Орпина. Але і на цьому історія зміни власника села не закінчилася, і у 1549 році Сигізмунд II Август підтверджує акт купівлі-продажу сіл Горпин, Вирів і Тадані, укладений між Єжи Черніховським, та Рафаелем Хотецьким. Відомо також, що певний час співвласницею Горпина була Катерина Гайовська.
29 червня 1610 року у празник святих Петра і Павла, у селі Тадані заклали католицьку парафію. На її утримання 1610 року відписали десятину з села Горпин. У 1718 році село Горпин та інші села підпорядковуються римо-католицькій парафії села Тадані.
У 1693 (за деякими даними у 1797) році, Горпин переходить у власність львівського монастиря бенедиктинок, і у власності яких, залишається протягом XIX та XX століть, аж до анексії Галичини у 1939 році.
Горпин не був занедбаним селом, тож громадське життя тут завжди вирувало. Так у 1879 році на підставі Високопреосвященного ординаріату засноване «Братство тверезості», членами якого було 50 чоловіків і 70 жінок.
Станом на 1899 рік, у Горпині діяла двокласова школа, з польською мовою навчання. А 3 червня 1937 року, на підставі розпорядження Крайової сільської ради, школа була реорганізована, після чого була введена українська мова навчання.

## Репресії окупаційних режимів та боротьбаОУН-УПА
Після того як на терени Західної України прийшли червоні «визволителі» єдиною силою котра могла захистити українське населення від свавілля більшовиків, були збройні угрупування ОУН та Української повстанської армії. Радянські окупанти зустріли високий спротив українського визвольно-націоналістичного руху.
Під час Другої світової війни  масово виникає радянський партизанський рух, котрий допомагає Червоній армії звільняти території, окуповані Вермахтом, проте є й інший бік партизанського руху — розбій, грабіж, репресії проти українського населення. Нерідко їм допомагали поляки. Не оминуло таких акцій село Горпин…
Наприклад, із надзвичайних звітів воєнної округи «Буг» УПА «Про дії червоних партизанів»: «Польське населення і польське підпілля входить в контакт з більшовицькими бандами та старається з їхньою поміччю нищити українські села. 13 березня 1944 - польські боївкарі проводили більшовиків по селі Горпин і забирали в наших селян харчеві припаси. Опісля напали на хату станичного, хотіли його вбити, та не застали його вдома. Пограбували його хату цілком. Забрали з собою місцеву учительку східнячку, мовби вона націоналістка. Бандити хотіли її вбити, але та, скориставшись нагоди, що вони були п'яні - втікла, зголосила на жандармерію, яка спалила хату поляка, де квартирували бандити».
Не тільки село потерпало від рук партизанів, багато репресій проти населення робили каральні відділи НКВС.
22 червня 1944 року німці оточили села Горпин, Батятичі, Рожанку, Тадані, Деревляни, Спас, Стрептів, Малі Нагірці, Лодину, Дернів і Сапіжанку. Забирали людей, які працювали при окопах. В Таданях ловили також жінок. Точних чисельних даних з облави, на жаль, немає.
Також, 16 серпня 1944 року відділи НКВС провели акції на селах Горпин і Соколів, примусово забирали чоловіків до армії.
З 7 по 10 жовтня 1944 року більшовики стягнули до Горпина та навколишніх сіл близько 3000 війська для ліквідації бандерівців. Після проведення такої операції більшовики в Бузьку призналися, що втратили своїх 120 чоловік, українські сили зазнали 600 вбитих.
Наступною акцією була мобілізація дівчат, народжених у 1924—1926 роках, на Донбас на роботи.
У 1945 році в теренах Новомилятинського району, куди входило й село Горпин, більшовики утворили провокативні боївки з різних бандитів. Милятинська провокативна боївка складалася з «активу» — 30 осіб (самі асоціальні особи) та «запасу» з 40 осіб — самі більшовики, що їх завданням було допомагати «активові», коли він опиниться у скрутному положенні. Така провокативна боївка, 25 вересня 1945 року оселилася у Горпині, де квартирувала три тижні. На горищі школи вона залишила п'ятьох своїх підлюків зі скорострілом і запасом харчів на 5 днів. Ці бандити поробили дірки в даху і конспіративно обсервували рухи в селі. За допомогою малих хлопців вдалося їх розконспірувати.

## Пам'ятки, визначні місця

### Костел Опіки Найсвятішої Панни Марії

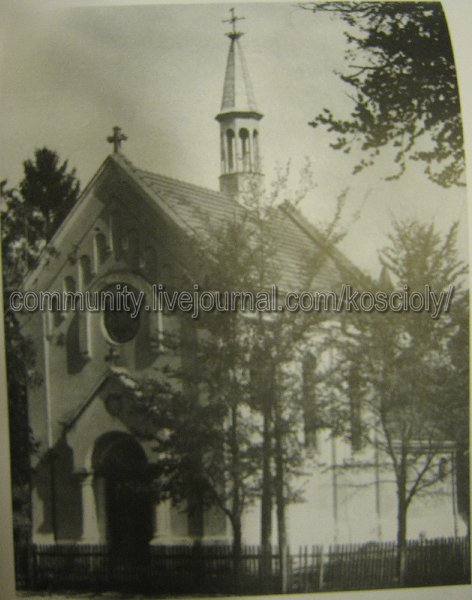
Костел Опіки Найсвятішої Панни Марії, с. Горпин (світлина до 1939 року

В часи, коли Горпин належав жіночому бенедиктинському ордену (у 1797—1939 роках), у селі зводиться костел Опіки Найсвятішої Панни Марії. Будівництво завершилося у 1899 році, початок будівництва невідомий. Поруч звели дерев'яну дзвіницю. Сестри-бенедиктинки проживали в невеличкому будинку, який заодно виконував функції плебанії. У 1903 році костел освятили. Новозведений храм був підпорядкований римо-католицькій парафії села Желехів.
У 1922 році, була збудована нова плебанія, яка складалася з мурованої веранди, передпокоїв, п’яти кімнат, двох комор та трьох пивниць. У склад костельних будівель, які служили як зал засідань парафіяльної Акції Католицької, також входили стайня, стодола та курник.
Але згодом костел вийшов зі складу желехівської парафії, і у 1923 році була створена горпинська парафія, до якої ввійшли такі села, як Нова Лодина, Малі Нагірці, Вирів (також від'єднаний від великосільської парафії), Честині, Новий Став (попередньо належав парафії Кам'янки Струмилової).
Горпинській парафії належало 30 моргів землі, з яких 10 моргів було надано римо-католицьким парохом з ферми в Якимові, і 12 пожертвували бенедиктинки. З часом все майно в Якимові було продане, а на вилучені кошти куплено землю біля костелу. У 1937 році, сестри офірували ще 8 моргів землі, з садом, городом, двором і пасовищами. Але не довго вже залишалося славити Бога в храмі, бо наближався переломний 1939 рік.

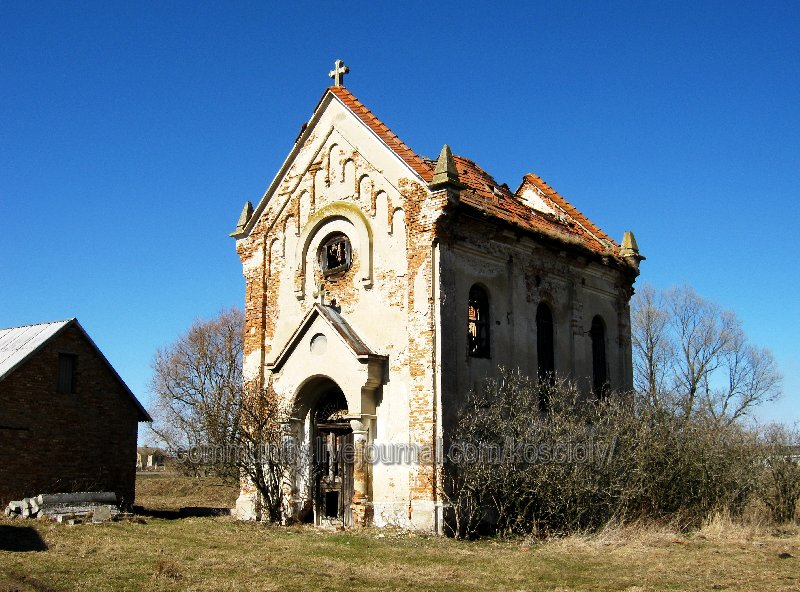
Костел Опіки Найсвятішої Панни Марії (1899 р.), с. Горпин (сучасний стан, березень, 2011)

Після другої світової війни (1939-1945), більшість костельного майна було вивезено, і розподілено між декількома польськими храмами. Горпинський же костел радянська влада спочатку перетворила на магазин, а потім на хлів. З 1992 року, костел стоїть пусткою, поступово перетворюючись на руїну.

### Церква Покрови Пресвятої Богородиці

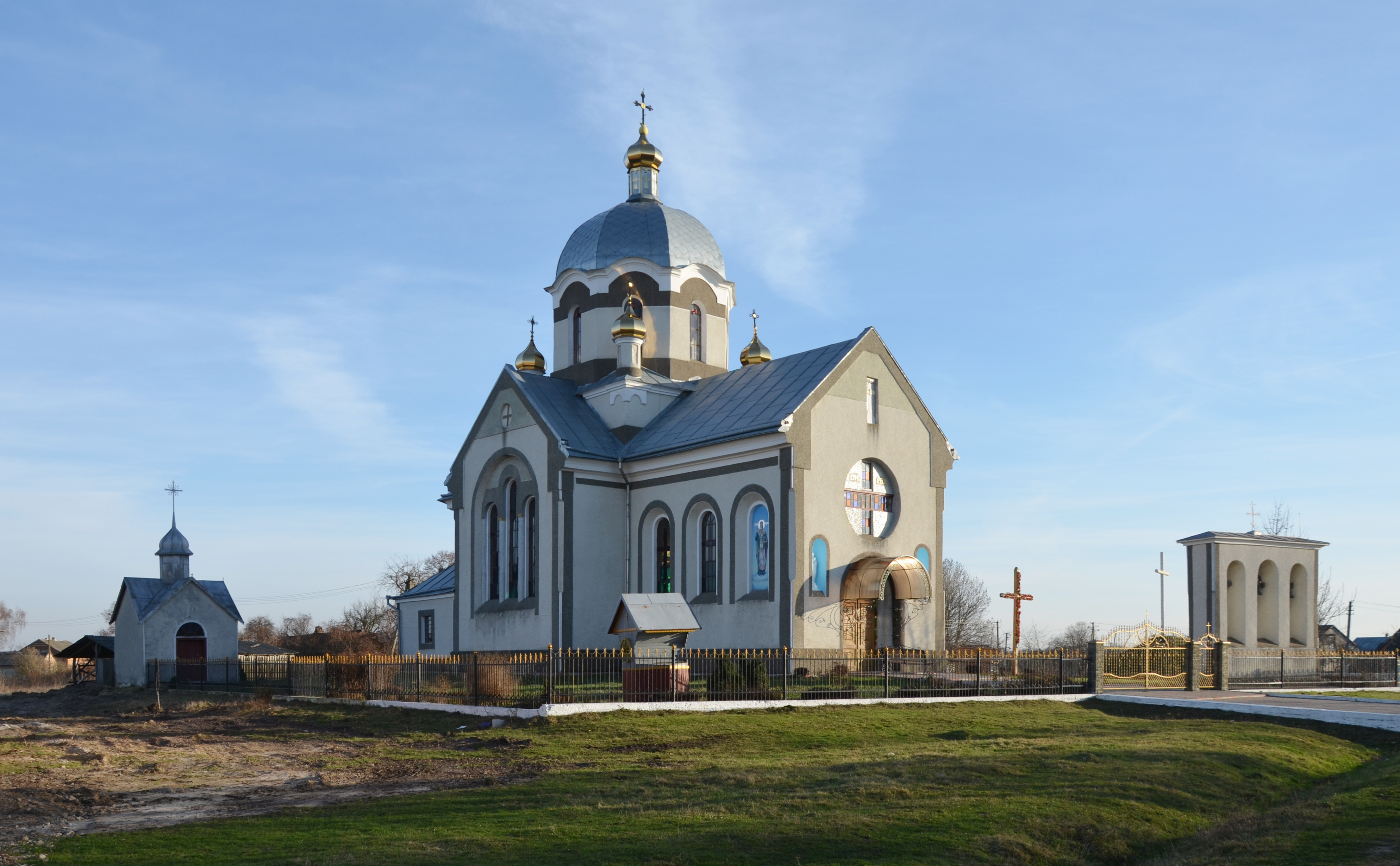
Церква Покрови Пресвятої Богородиці, с. Горпин

Перша дерев'яна церква Покрови Пресвятої Богородиці в селі Горпин була зведена у 1722 році (значно раніше польського костелу), проте в 1906 році церква згоріла. Тому було вирішено звести вже новий мурований храм. Так, в 1932 році, поруч польського костелу, були звершені роботи по будівництву нового храму, який ми можемо побачити і сьогодні. Відкритий храм був в 1935 році. Належала церква Українській греко-католицькій церкві.
З приходом Радянської влади в 1939 році, церкву не закрили (як її сусід римо-католицький костел), проте її відібрали від громади УГКЦ і вона перейшла під юрисдикцію Російської православної церкви. Таким чином церква функціонувала у весь період панування СРСР.
Після розпаду Радянського Союзу храм перейшов під юрисдикцію до Української автокефальної православної церкви. Згодом до УПЦ КП. А вже після об'єднавчого собору українських православних церков (15 грудня 2018) в лоно новоствореної канонічної Православної церкви України. 

### Меморіали, пам'ятники

Пам'ятник полеглим польським добровольцям

17 серпня 2013 року біля села Горпин відбулося урочисте відкриття пам'ятника польським добровольцям, полеглим 18 серпня 1920 року в боях з більшовицькою кіннотою С. Будьонного. Пам'ятник на непозначеній досі братській могилі у селі Горпин було споруджено на основі договору між польською Радою охорони пам'яті боротьби та мучеництва та українською Міжнародною комісією з питань увічнення жертв війни і політичних репресій.
Факт наявності поховань польських військових підтверджувався лише свідченням міських жителів. Завдяки ініціативі Генерального Консула Республіки Польща у Львові, у листопаді 2009 року Комунальне підприємство ЛОР «Доля» провело пошукові дослідження з локації місця знаходження цвинтаря. Висновки підтвердили факт наявності останків до 50 солдатів польського війська.

## Інфраструктура

### Культура

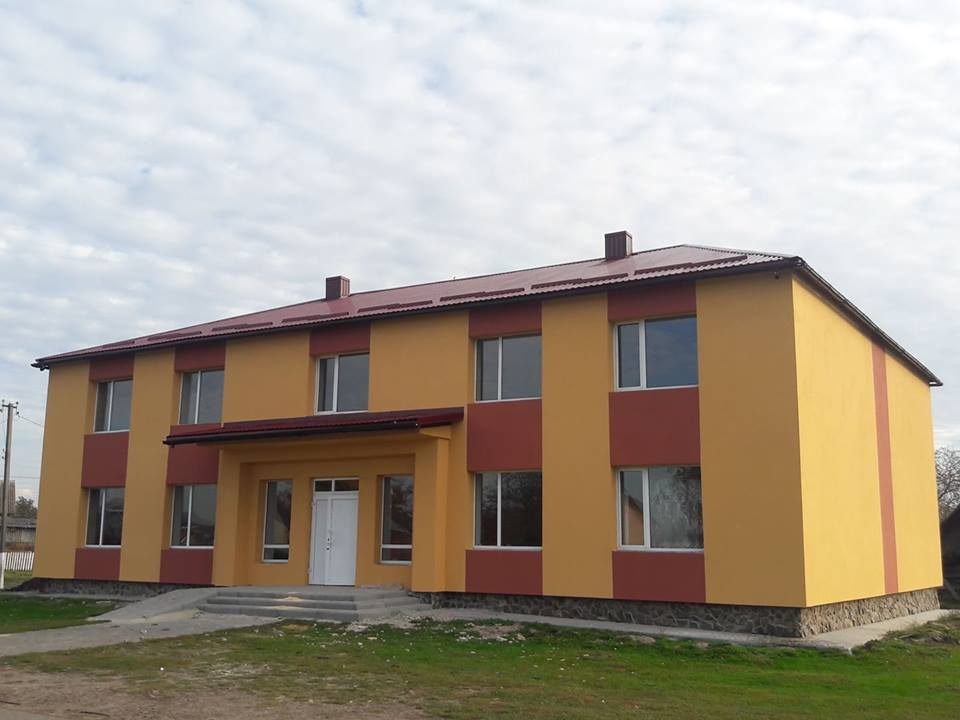
Народний дім села Горпин

Після створення Жовтанецької ОТГ було відновлено місцевий Народний дім, який займається збереженням і розвитком української культури, а також збереження, відродження звичаїв та традицій нашого краю, забезпечення культурно-дозвілевих потреб населення, розвитком усіх видів та жанрів самодіяльної народної творчості, аматорського мистецтва, народних художніх промислів.

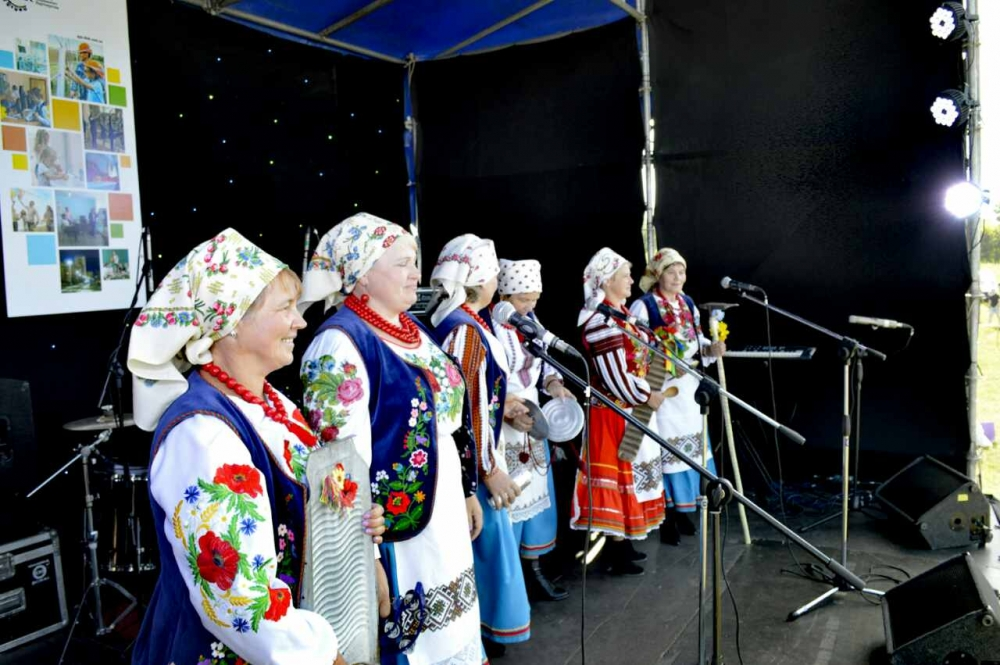
Аматорський фольклорний колектив Народного дому села Горпин

При Народному домі діють різні гуртки художньої самодіяльності. Діє аматорський фольклорний колектив, який завжди радує глядачів своїми виступами, а також бере участь у різних заходах поза межами села.

## Відомі люди
- Гнатів Юрій Романович (нар. 1968) — священник, науковець, релігійний діяч. Закінчив Санкт-Петербурзьку духовну семінарію (1993); навчався у відділі докторату Салонікійського університету Арістотеля (Греція; 1994—1999), навчався в аспірантурі, захистив теологічну роботу на тему: «„Києво-Могилянська академія“ (1999-2006)». З 2006 року перебував у відділені докторату та працював над роботою: «Галицька метрополія». Магістр богослов'я, священник Константинопольського Патріархату[10].